# Yann Jouffre
Yann Jouffre, né le 23 juillet 1984 à Montélimar (Drôme), est un footballeur français évoluant au poste de milieu de terrain.

## Biographie
Originaire de Montélimar, c'est à Chambéry que Yann Jouffre débute le football, puis au FC Valdaine, le club de son village, avant de rejoindre l'US Montélimar en moins de 13 ans et moins de 15 ans. A cette époque, il fait partie des différentes sélections régionales Drôme-Ardèche.

### Nîmes Olympique
C'est à Nîmes qu'il s'affirme dans les équipes des moins de 15 ans et moins de 17 ans.
Encore membre du centre formation au Nîmes Olympique, il commence sa carrière professionnelle en Division 2 dès janvier 2002, ce qui lui vaut d'obtenir d'être surclassé en équipe de France des moins de 19 ans lors de la saison 2001-2002 (2 sélections), puis d'être de nouveau sélectionné 13 fois chez les moins de 19 ans la saison suivante, avec en prime une participation à la phase finale du Championnat d'Europe des moins de 19 ans en juillet 2003.

### En Avant Guingamp
À l'été de 2003, il quitte le sud de la France pour rejoindre la Bretagne et l'EA Guingamp. Dès août 2003, il est présélectionné en équipe de France Espoirs. Il restera pendant quatre années et demie à Guingamp.

### FC Lorient
Depuis 2008, il évolue en tant que milieu de terrain polyvalent avec le FC Lorient. Même si son poste de prédilection est milieu offensif droit, il peut également jouer en milieu axial ou relayeur. Il marque son premier doublé lors d'un derby face au Stade rennais le 7 décembre 2013.
Yann Jouffre entre dans l'histoire du championnat de France de football en étant le premier joueur à marquer sur un terrain synthétique, le 14 août 2010 lors de la réception de l'OGC Nice.
Depuis 2008, milieu gauche, droit ou meneur de jeu, Yann étale sa polyvalence, son élégance balle au pied et joue juste. Par ses percussions, ses passes, la qualité de ses coups de pied arrêtés, l’ex-international U17 confirme enfin les espoirs placés en lui lorsqu’il a été formé à Nîmes. En effet, Yann s’impose comme un des animateurs offensif de Lorient. Le gaucher régale ses partenaires et se met même à marquer bien plus souvent.
À l'occasion de la première journée du Championnat de France de football 2014-2015 face à l'AS Monaco FC, il porte pour la première fois le brassard de capitaine en match officiel.

### FC Metz
Libre de tout contrat, il s'engage le 20 juin 2016 pour deux ans avec le FC Metz, alors promu en Ligue 1. Il débute en match officiel contre le LOSC Lille à Saint-Symphorien le 13 août où il inscrit le but de la victoire sur penalty (3-2). Puis, de nombreuses fois blessé, au mollet notamment, il manque quelques matchs. Il inscrit un penalty face à Toulouse Football Club au Stadium (victoire 2-1 de Metz). De nouveau blessé, il enchaîne les passages à l'infirmerie. Il revient en force face à Marseille où, entré en jeu en fin de match, il inscrit le coup franc de la victoire (1-0). Il inscrira encore un coup franc face à Paris (2-3). Yann Jouffre quitte le FC Metz à l'été 2018, après la relégation en Ligue 2 du club lorrain, et est donc libre de tout contrat. 

### Reconversion d'animateur sportif
En 2018-2019 il s'investit dans le club de ses débuts, le FC Valdaine, en s'occupant de l'école de football.

## Statistiques
| Saison                | Club                  | Championnat           | Championnat | Championnat | Coupe nationale | Coupe nationale | Coupe de la Ligue | Coupe de la Ligue | Total | Total |
| Saison                | Club                  | Division              | M.          | B.          | M.              | B.              | M.                | B.                | M.    | B.    |
| 2001-2002             | Nîmes Olympique       | Division 2            | 10          | 1           | 0               | 0               | 0                 | 0                 | 10    | 1     |
| 2002-2003             | Nîmes Olympique       | National              | 4           | 0           | 0               | 0               | 0                 | 0                 | 4     | 0     |
| Sous-total            | Sous-total            | Sous-total            | 14          | 1           | 0               | 0               | 0                 | 0                 | 14    | 1     |
| 2003-2004             | EA Guingamp           | Ligue 1               | 6           | 0           | 0               | 0               | 0                 | 0                 | 6     | 0     |
| 2004-2005             | EA Guingamp           | Ligue 2               | 25          | 1           | 0               | 0               | 0                 | 0                 | 25    | 1     |
| 2005-2006             | EA Guingamp           | Ligue 2               | 32          | 4           | 0               | 0               | 0                 | 0                 | 32    | 4     |
| 2006-2007             | EA Guingamp           | Ligue 2               | 35          | 5           | 0               | 0               | 0                 | 0                 | 35    | 5     |
| 2007-2008             | EA Guingamp           | Ligue 2               | 18          | 2           | 0               | 0               | 0                 | 0                 | 18    | 2     |
| Sous-total            | Sous-total            | Sous-total            | 116         | 12          | 0               | 0               | 0                 | 0                 | 116   | 12    |
| 2007-2008             | FC Lorient            | Ligue 1               | 18          | 1           | 0               | 0               | 0                 | 0                 | 18    | 1     |
| 2008-2009             | FC Lorient            | Ligue 1               | 25          | 0           | 0               | 0               | 0                 | 0                 | 25    | 0     |
| 2009-2010             | FC Lorient            | Ligue 1               | 8           | 1           | 0               | 0               | 0                 | 0                 | 8     | 1     |
| 2010-2011             | FC Lorient            | Ligue 1               | 13          | 1           | 0               | 0               | 0                 | 0                 | 13    | 1     |
| 2011-2012             | FC Lorient            | Ligue 1               | 30          | 3           | 0               | 0               | 0                 | 0                 | 30    | 3     |
| 2012-2013             | FC Lorient            | Ligue 1               | 32          | 4           | 0               | 0               | 0                 | 0                 | 32    | 4     |
| 2013-2014             | FC Lorient            | Ligue 1               | 31          | 6           | 0               | 0               | 0                 | 0                 | 31    | 6     |
| 2014-2015             | FC Lorient            | Ligue 1               | 18          | 0           | 0               | 0               | 0                 | 0                 | 18    | 0     |
| 2015-2016             | FC Lorient            | Ligue 1               | 27          | 2           | 0               | 0               | 0                 | 0                 | 27    | 2     |
| Sous-total            | Sous-total            | Sous-total            | 202         | 18          | 0               | 0               | 0                 | 0                 | 202   | 18    |
| 2016-2017             | FC Metz               | Ligue 1               | 3           | 1           | 0               | 0               | 0                 | 0                 | 3     | 1     |
| Sous-total            | Sous-total            | Sous-total            | 0           | 0           | 0               | 0               | 0                 | 0                 | 0     | 0     |
| Total sur la carrière | Total sur la carrière | Total sur la carrière | 332         | 31          | 0               | 0               | 0                 | 0                 | 332   | 31    |

## Faits marquants
Yann Jouffre entre dans l'histoire du championnat de France de football en étant le premier joueur à marquer sur un terrain synthétique, le 14 août 2010 lors de la réception de l'OGC Nice.